# Koniče
Koniče (cyr. Кониче) – wieś w Serbii, w okręgu raskim, w gminie Tutin. W 2011 roku liczyła 233 mieszkańców.